# Синагога в Старом Самборе
Синагога в Старом Самборе — иудейский молитвенный дом, служивший местом общественного богослужения и центром религиозной жизни еврейской общины г. Старый Самбор (Львовская область, Украина).
Эта синагога находится в историческом центре города на углу улиц Богдана Хмельницкого и профессора Зибликевича. Построена в 1862 году с соблюдением характерных архитектурных традиций и согласно требованиям Талмуда размещена в центре бывшего еврейского поселения и является доминантным сооружением на всей территории района Затылье в Старом Самборе.
Частично была разрушена немецкими оккупантами. После окончания Второй мировой войны не использовалась по назначению, по причине отсутствия еврейской общины, которая была почти полностью уничтожена во время немецкой оккупации.
Долгое время использовалась как склад. Сейчас помещение заброшено и постепенно разрушается.
Первая информация о поселении евреев в Старом Самборе относится к 1519 г. Польский король Сигизмунд II сообщал самборскому и другим старостам, что евреям разрешается жить везде, где они пожелают. В 1553 город получил Магдебургское право и стал еврейским центром. В 1920-х гг. в Старом Самборе проживало около 500 еврейских семей, и еще 500 эмигрировали в США. Тогда в городе около 90% жителей были евреями, 8% украинцами и 2% поляками.